# Sandtjärnet, Värmland
Sandtjärnet är en sjö i Årjängs kommun i Värmland och ingår i Göta älvs huvudavrinningsområde. Sjön har en area på 0,0907 kvadratkilometer och ligger 235 meter över havet.

## Delavrinningsområde
Sandtjärnet ingår i det delavrinningsområde (659594-131214) som SMHI kallar för Mynnar i Stora Gla. Medelhöjden är 201 meter över havet och ytan är 16,77 kvadratkilometer. Det finns inga avrinningsområden uppströms utan avrinningsområdet är högsta punkten. Rämånaälven som avvattnar avrinningsområdet har biflödesordning 4, vilket innebär att vattnet flödar genom totalt 4 vattendrag innan det når havet efter 276 kilometer. Avrinningsområdet består mestadels av skog (86 procent). Avrinningsområdet har 1,53 kvadratkilometer vattenytor vilket ger det en sjöprocent på 9,1 procent.